# Louis Dorus

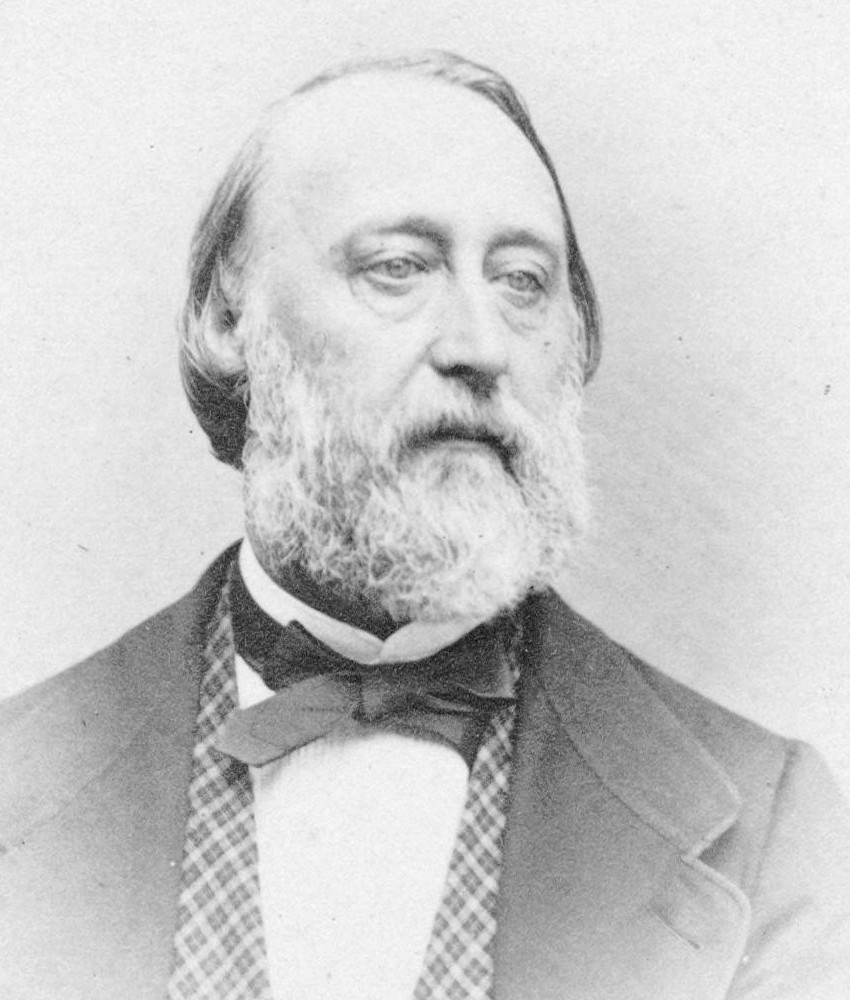
Louis Dorus

Louis Dorus (* 1. März 1812 in Valenciennes; † 9. Juni 1896 in Étretat) war ein französischer Flötist. Er war der Bruder der berühmten Opernsängerin Julie Dorus-Gras.

## Leben und Werk
Dorus wurde als Vincent Joseph van Steenkiste geboren, nannte sich aber später Louis Dorus. 1822 wurde er Schüler am Conservatoire de Paris bei Joseph Guillou. Bei den jährlichen Konservatoriumswettbewerben wurde er 1826 mit einem Zweiten, 1828 mit einem Ersten Preis für Flöte ausgezeichnet. Von 1828 bis 1830 wirkte er am Théâtre des Variétés, und von 1835 bis 1866 als Soloflötist im Orchester der Pariser Grand Opéra. 
Dorus setzte sich früh mit dem von Theobald Böhm neu entwickelten Flötenmodell auseinander und konstruierte selbst dafür eine geschlossene Gis-Klappe (alternativ zur offenen Bauweise des Böhm-Modells). Er bemühte sich, die Böhmflöte auch am Pariser Konservatorium einzuführen, scheiterte jedoch am Widerstand des Flötenprofessors Jean-Louis Tulou. Erst als Dorus 1860 eine Professur als dessen Nachfolger erhielt, wurde die Böhmflöte (modifiziert durch den französischen Flötenbauer Louis Lot) am Pariser Konservatorium eingeführt. 
1866 wurde er Ritter der Ehrenlegion. Zu den Schülern von Dorus zählte beispielsweise Paul Taffanel. Die Nachfolge von Dorus als Flötenprofessor am Pariser Konservatorium trat 1868 Joseph-Henri Altès an. 
Louis Dorus verfasste Studienwerke für die neue Böhmflöte (darunter L'Étude de la Nouvelle Flûte, méthode progressive arrangée après Devienne, erschienen 1845 in Paris) sowie einige Kompositionen für Flöte (u. a. Opernfantasien).
Der französische Komponist Henri Rabaud war ein Enkel von Louis Dorus. 